# Delphinium nortonii
Delphinium nortonii är en ranunkelväxtart som beskrevs av Stephen Troyte Dunn. Delphinium nortonii ingår i släktet storriddarsporrar, och familjen ranunkelväxter. Utöver nominatformen finns också underarten D. n. curvicalcaratum.